# Filippo (praefectus urbi)
Flavio Filippo (latino: Flavius Philippus; fl. 387-391) è stato un politico romano.
Di famiglia senatoriale, Filippo resse un incarico a corte prima del 387/388, poi, nel 391, fu praefectus urbi di Roma; mentre era in carica, riparò un ninfeo (CIL VI, 1728, CIL VI, 31912), e fu dedicata la basilica di San Paolo fuori le mura (AE 1959, 64).